# ロマ・プリータ地震

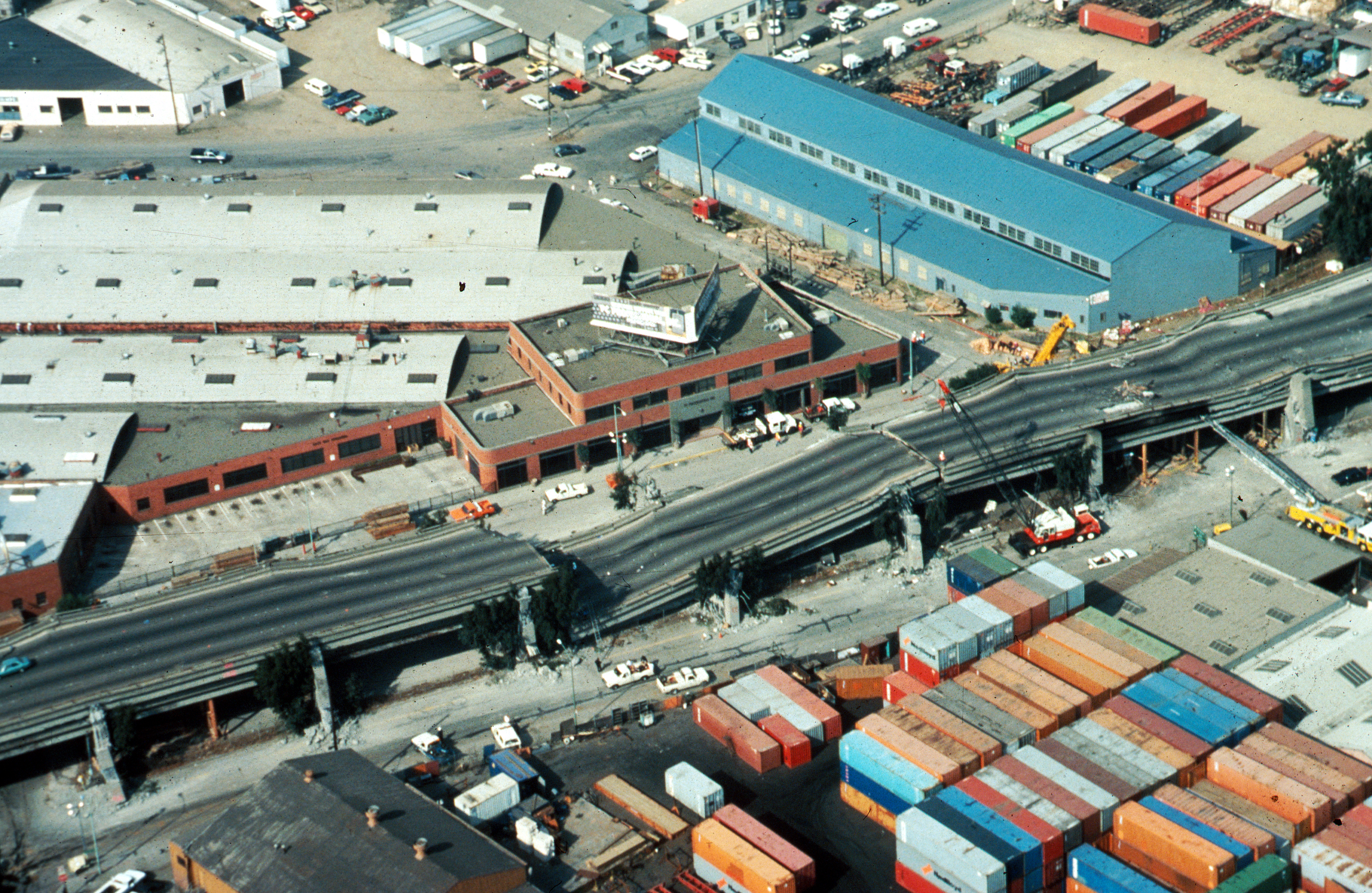
ロマ・プリータ地震で倒壊したオークランド市の高速道路880号線

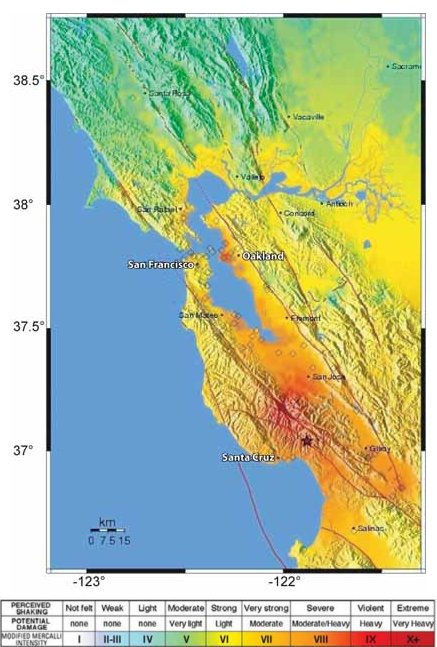
USGSによる震度地図（改正メルカリ震度階級MM31使用）

ロマ・プリータ地震（ロマ・プリータじしん、Loma Prieta earthquake）は、1989年10月17日17時4分にアメリカ合衆国カリフォルニア州北部で発生した地震。地震の名前はサンノゼ市の南にあるロマ・プリエタ山付近が震源地だったことによる。サンフランシスコ周辺での被害が大きかったため、日本ではサンフランシスコ地震とも呼ばれるが、この名前は1906年の地震を指すことが多い。

## 概要
アメリカ合衆国カリフォルニア州中部のサンタクルーズ山地にあるロマ・プリエタ山(en)を震源とするマグニチュード6.9の地震で、モントレー湾一帯のみならず、はるか北のサンフランシスコ、オークランド周辺をも襲い、大きな被害をもたらした。サンアンドレアス断層によって引き起こされたとみられ、1906年のサンフランシスコ地震以来の大地震となった。この地震による死者は63人に上り、ビルなどの建造物の損傷の他に、高速道路などが倒壊する被害が発生した。
サンフランシスコのキャンドルスティック・パークではワールドシリーズの第3戦が行われる予定であったが、試合の開始前に地震が発生したため中止となった。この様子はABCで全米にテレビ中継されていたが、激しい揺れにより中継が一時断絶した。また、日本においてもNHK衛星第一テレビジョンでその様子が生中継されていた。

## 基礎データ
震央は、サンフランシスコの南約90㎞、サンタクルーズの北東約15㎞のサンタクルーズ山地である。また現地時間の18日にはマグニチュード5.2、19日にはマグニチュード5.0の余震も発生した。
- 地震発生時刻：1989年10月17日17時4分15秒（現地時間）
- 震央：北緯37度2.19分 西経121度52.98分 / 北緯37.03650度 西経121.88300度
- 深さ：18.5㎞
- マグニチュード：7.1[5]

出典：

## 被害状況

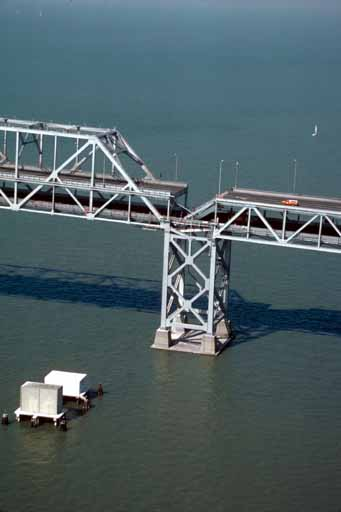
ベイブリッジの被害

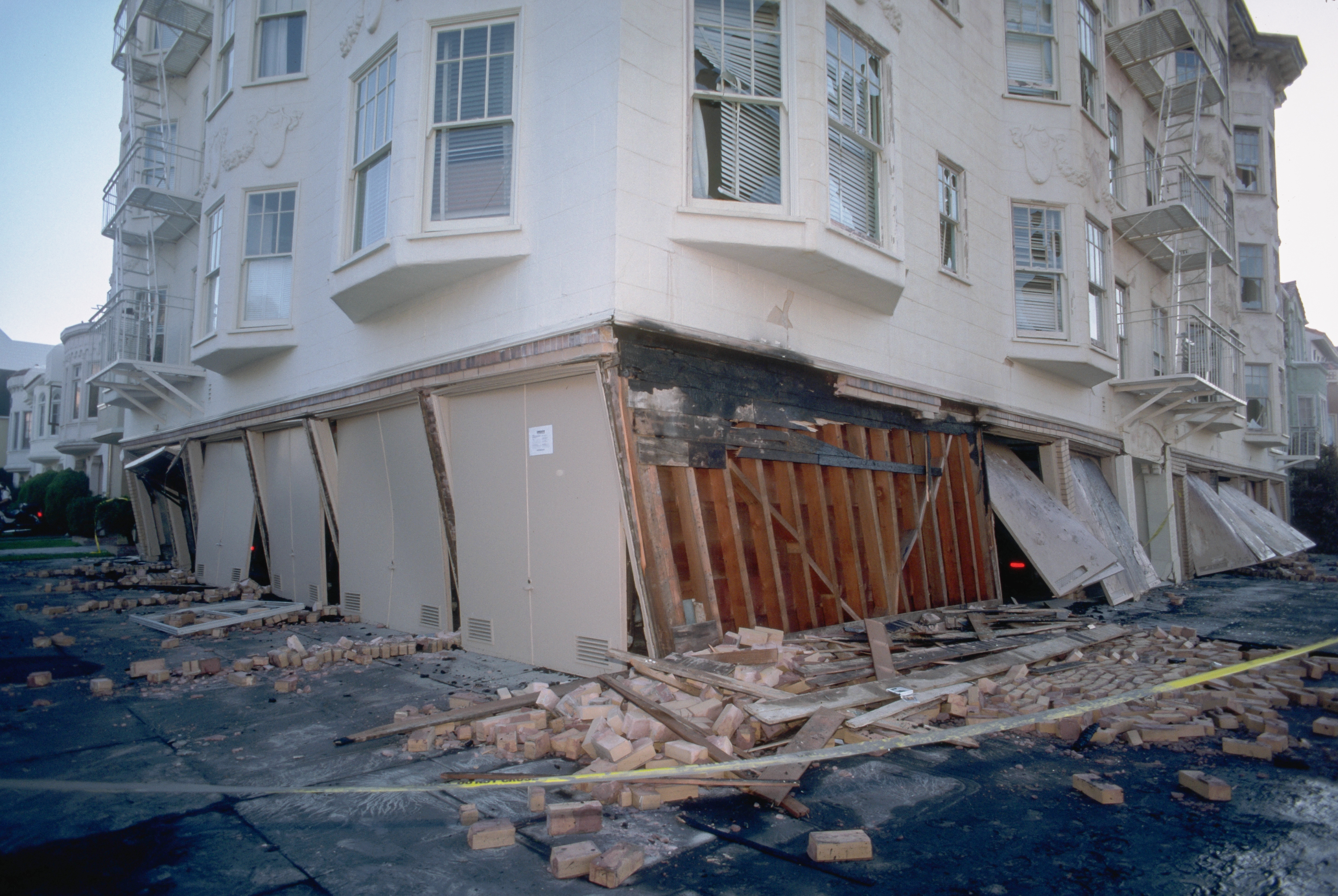
マリーナビーチの建物被害

ロマ・プリータ地震による被害状況は以下の通りである。
- 死者：62名（地震による直接的犠牲者のみ）
- 負傷者：3,208名
- 罹災者数：55,000名
- 火災発生件数：約50件
- 被害総額：70 - 80億ドル

出典：
サンフランシスコ市内では、海岸部に位置するマリーナ・ビーチで液状化現象が発生し、木造建物などの倒壊が相次ぎ、火災も発生した。
サンフランシスコの対岸にあるオークランド郊外を走る高速道路880号では、揺れに耐えきれず高架橋が倒壊した。この高速道路は1950年代の古い設計で、ダブルデッキ式であったため、上層の高架が崩壊して下層を走行していた自動車を押し潰し、上層を走行していた自動車も高架道路から投げ出されるなどした。下敷きとなった高速道路では41人の死者と多くの負傷者を出し、負傷者の中には瀕死の重傷を負った者や、押し潰された自動車の中から3日ぶりに救出された者（1か月後に死亡）もいた。この被害は全世界の新聞やニュースで大きく取り上げられた。
サンフランシスコとオークランドを結ぶサンフランシスコ・オークランド・ベイブリッジも地震により橋の一部が崩落したが、わずか1か月後の11月18日に復旧した。
長距離旅客鉄道を運行するアムトラックはオークランド・ダウンタウンの駅が被害を受けたため、オークランド市内への鉄道での乗り入れを一時中止した。

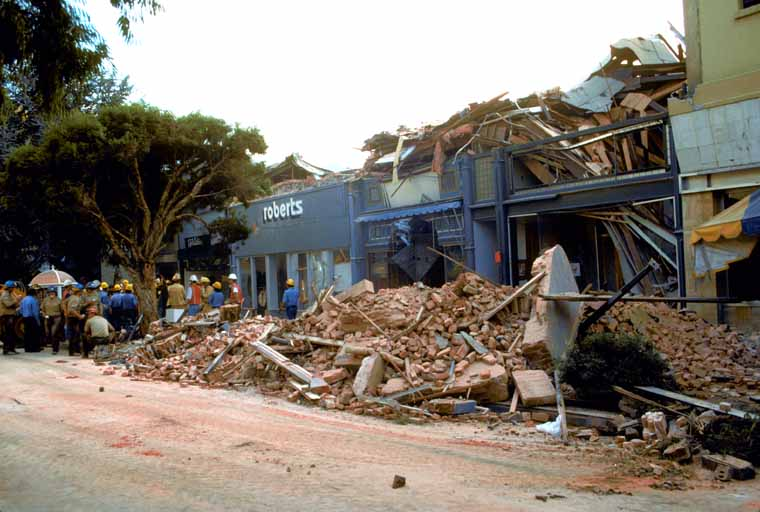
サンタクルーズの被害

震源に近いサンタクルーズ郡では6000戸ほどの建物が倒壊した。サンタクルーズ市のダウンタウンでは古いレンガ造りの建物が倒壊し、3人の死者を出した。